# 북아메리카주머니쥐
남방주머니쥐(영어: southern 또는 black-eared opossum, common opossum)는 주머니쥐과에 속하며 학명은 Didelpbis marsupialis이다. 검은귀주머니쥐로도 불린다.

## 특징
몸집이 작고 나무에서 생활하며 외양은 생쥐와 비슷하다. 털은 거칠고 회백색이고, 주둥이는 길다. 눈은 검고, 귀가 크며, 털이 없다. 꼬리는 길지만 털이 많지 않고, 나뭇가지를 꼬리로 감아서 거꾸로 매달릴 수 있다. 나무를 탈 때는 날카로운 발톱을 사용한다. 5-20마리의 새끼를 낳는데, 태어날 때의 크기는 강낭콩만하다. 어미는 출생 후 2개월까지 새끼를 육아주머니에 넣고 다닌다. 새끼는 육아주머니를 나온 후에도 여러 주 동안 어미 곁에 있다가 스스로 살아갈 수 있게 되면 어미에게서 완전히 떠난다. 밤에 사냥하며, 잡식성이다. 위험에 처했을 때는 움직이지 않고 누워서 죽은 시늉을 한다.

## 서식지 분포
대부분 중앙아메리카와 남아메리카에서 산다.

## 계통 분류
다음은 주머니쥐속의 계통 분류이다.
|  | 큰귀주머니쥐       |
|  |                    |
|  | 북아메리카주머니쥐 |
|  |                    |

|  | 흰귀주머니쥐                                                            |
|  |                                                                         |
|  | \| \| 안데스흰귀주머니쥐 \| \| \| \| \| \| 기니흰귀주머니쥐 \| \| \| \| |
|  |                                                                         |
|  | 안데스흰귀주머니쥐                                                      |
|  |                                                                         |
|  | 기니흰귀주머니쥐                                                        |
|  |                                                                         |

|  | 안데스흰귀주머니쥐 |
|  |                    |
|  | 기니흰귀주머니쥐   |
|  |                    |

|  | 큰귀주머니쥐       |
|  |                    |
|  | 북아메리카주머니쥐 |
|  |                    |

|  | 흰귀주머니쥐                                                            |
|  |                                                                         |
|  | \| \| 안데스흰귀주머니쥐 \| \| \| \| \| \| 기니흰귀주머니쥐 \| \| \| \| |
|  |                                                                         |
|  | 안데스흰귀주머니쥐                                                      |
|  |                                                                         |
|  | 기니흰귀주머니쥐                                                        |
|  |                                                                         |

|  | 안데스흰귀주머니쥐 |
|  |                    |
|  | 기니흰귀주머니쥐   |
|  |                    |

|  | 큰귀주머니쥐       |
|  |                    |
|  | 북아메리카주머니쥐 |
|  |                    |

|  | 흰귀주머니쥐                                                            |
|  |                                                                         |
|  | \| \| 안데스흰귀주머니쥐 \| \| \| \| \| \| 기니흰귀주머니쥐 \| \| \| \| |
|  |                                                                         |
|  | 안데스흰귀주머니쥐                                                      |
|  |                                                                         |
|  | 기니흰귀주머니쥐                                                        |
|  |                                                                         |

|  | 안데스흰귀주머니쥐 |
|  |                    |
|  | 기니흰귀주머니쥐   |
|  |                    |

|  | 큰귀주머니쥐       |
|  |                    |
|  | 북아메리카주머니쥐 |
|  |                    |

|  | 흰귀주머니쥐                                                            |
|  |                                                                         |
|  | \| \| 안데스흰귀주머니쥐 \| \| \| \| \| \| 기니흰귀주머니쥐 \| \| \| \| |
|  |                                                                         |
|  | 안데스흰귀주머니쥐                                                      |
|  |                                                                         |
|  | 기니흰귀주머니쥐                                                        |
|  |                                                                         |

|  | 안데스흰귀주머니쥐 |
|  |                    |
|  | 기니흰귀주머니쥐   |
|  |                    |